# 24541 Hangzou
24541 Hangzou este un asteroid din centura principală de asteroizi.

## Descriere
24541 Hangzou este un asteroid din centura principală de asteroizi. A fost descoperit pe 16 februarie 2001 la Socorro, New Mexico, în cadrul proiectului LINEAR. Asteroidul prezintă o orbită caracterizată de o semiaxă mare de 2,24 ua, o excentricitate de 0,18 și o înclinație de 5,8° în raport cu ecliptica.